# Okapotowanie NACA

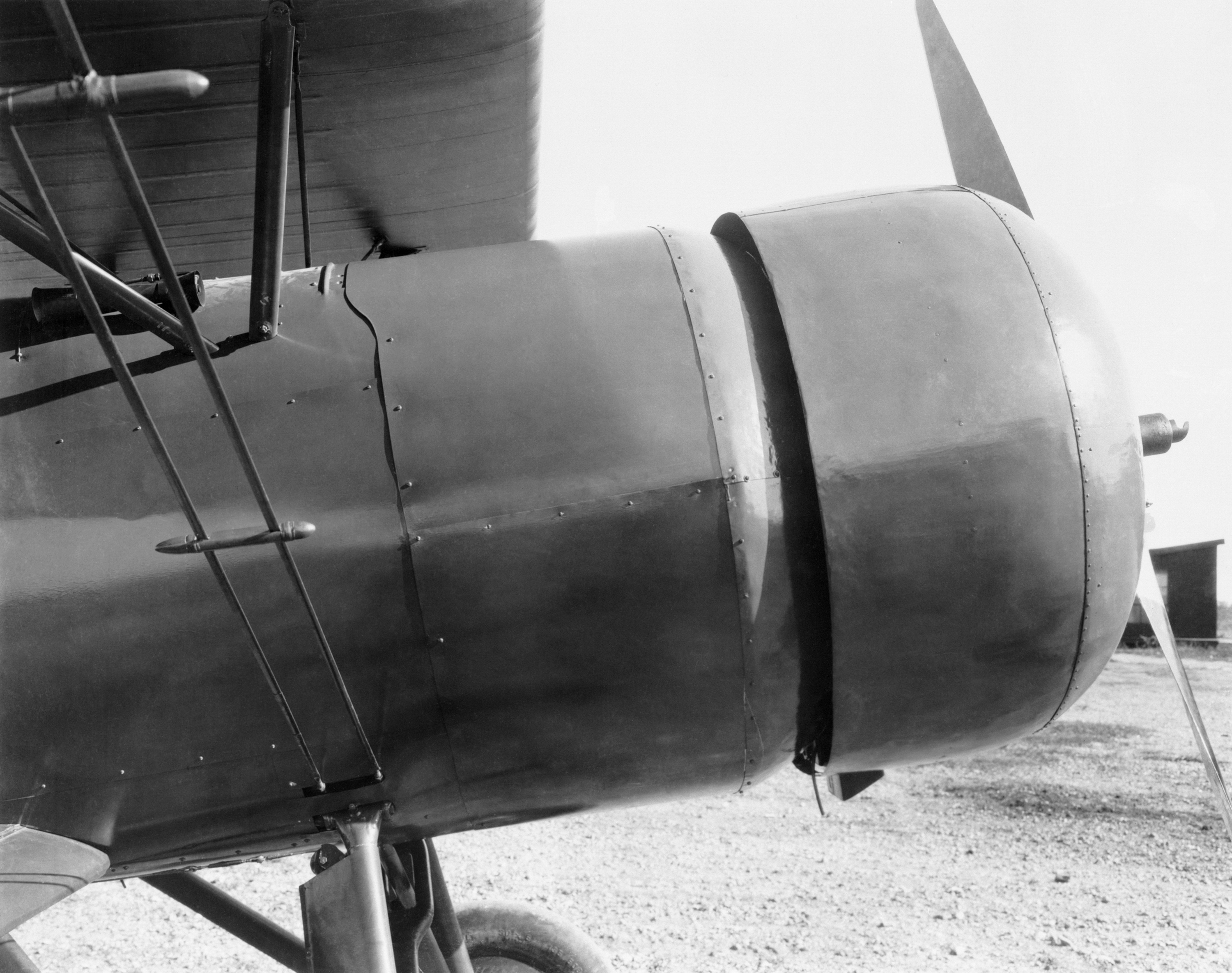
Okapotowanie NACA na silniku samolotu Curtiss AT-5A

Okapotowanie NACA (owiewka NACA, ang. NACA cowling) – typ okapotowania (owiewki) silnika gwiazdowego zaprojektowany około 1927 przez Freda Weicka, pracującego w Langley Research Centre należącym do NACA. Szeroka owiewka NACA znacznie zmniejszała opory aerodynamiczne powodowane przez silnik i znacznie poprawiała jego chłodzenie.

## Historia
W połowie lat 20. przedstawiciele zarówno prywatnych producentów lotniczych jak i wojska zwrócili się do NACA o rozpoczęcie badań/eksperymentów w celu zaprojektowania ulepszonych owiewek dla chłodzonych powietrzem silników gwiazdowych. Testy w tunelu aerodynamicznym rozpoczęto w lipcu 1927. Fred Wick odkrył, że przykrycie silnika gwiazdowego szeroką, aerodynamiczną owiewką całkowicie zakrywającą jego wystające tłoki, zmniejsza jego opór aerodynamiczny o około 60% (zwiększając prędkość maksymalną samolotu o około 14%) i poprawia chłodzenie silnika poprzez wymuszenie ruchu chłodzącego go powietrza . Była to dziesiąta testowana owiewka. Wszystkie eksperymenty związane z rozwojem okapotowania były empiryczne, uzyskane efekty były wynikiem praktycznych eksperymentów. Efekt działania i teoretyczne wyliczenia określające osiągi owiewki tego typu powstały dopiero pod koniec lat trzydziestych.
Podobnie jak w przypadku innych usprawnień związanych z eliminacją lub zmniejszeniem oporów aerodynamicznych, użycie okapotowania NACA podnosi osiągi samolotu, pozwalając na osiągnięcie większej prędkości maksymalnej i zmniejszenie zużycia paliwa . Owiewka NACA jest znana także w języku angielskim jako pressure cowling (dosł. „okapotowanie ciśnieniowe”) .
Do testowania okapotowania użyto w 1928 samolotu Curtiss AT-5A . Samolot z owiewką NACA uzyskał prędkość 137 mil na godzinę, a bez owiewki – 118 mil na godzinę .
Jednym z pierwszych samolotów komercyjnych używających tego okapotowania był Lockheed Vega . Zalety nowej owiewki zostały zademonstrowane w lutym 1929, kiedy należący do Lockheed Air Express samolot Vega wyposażony w nową owiewkę ustanowił nowy rekord w transkontynentalnym przelocie nad Stanami Zjednoczonymi w czasie 18 godzin i 13 minut. W przypadkach innych samolotów ich osiągi także znacznie poprawiły się po zastosowaniu tego okapotowania, na przykład bombowiec Martin B-10 z owiewką był o 30 mil na godzinę szybszy (prędkość maksymalna 225 mil na godzinę) od tego samego samolotu bez owiewki.
W 1929 Fred Weick z NACA otrzymał nagrodę Collier Trophy za wybitne osiągnięcia w aeronautyce, za zaprojektowanie tego okapotowania .